# M4 (Wit-Rusland)
De M4 of Magistrale 4 is een hoofdweg in Wit-Rusland met een lengte van 182 kilometer. De weg loopt van Minsk naar Mahiljow. De eerste 54 kilometer, tussen de ringweg van Minsk en Tsjervjen, zijn uitgebouwd tot expresweg.
M1 · 
M2 · 
M3 · 
M4 · 
M5 · 
M6 · 
M7 · 
M8 · 
M9 · 
M10 · 
M11 · 
M12 · 
M14